# Васильєв Олександр Андрійович (політик)
Васи́льєв Олекса́ндр Андрі́йович — кандидат економічних наук, член Партії регіонів; ВР України, член фракції Партії регіонів (з 11.2007), член Комітету з питань податкової та митної політики (з 12.2007).
Один із 148 депутатів Верховної Ради України, які підписали звернення до Сейму Республіки Польща з проханням визнати геноцидом поляків події національно-визвольної війни України 1942–1944 років. Цей крок перший Президент України Леонід Кравчук кваліфікував як національну зраду.. Помічений в порушенні ст. 84 Конституції України щодо особистого голосування у Верховній Раді. 

## Біографія
Народився 29 жовтня 1951 (м. Донецьк); дружина Людмила Олексіївна (1954) — домогосподарка; дочка Олена (1975) — лікар.
Освіта: Донецький індустріальний технікум (1969–1972), технік-механік, «Технічне обслуговування та ремонт автомобілів»; Донецький державний університет (1981), економіст, «Економіка та планування матеріально-технічного постачання».
З 1968 — електрослюсар, трест «Донецькжитлобуд». 1970-77 — механік, інженер, ст. інженер, 1977-79 — начальник автоколони, Донец. автобаза тресту «Донбасводбуд». З 1984 — директор, автотранспортне підприємство «Донбасводбуд». З 1995 — директор, голова правління, ВАТ «Донецьке автотранспортне підприємство 11480». 1997–2003 — нач., КРУ в Донец. обл. 07.2003-03.04 — голова Держ. податкова адмін. в Донец. обл. Довірена особа канд. на пост Президента України В.Януковича в ТВО № 61 (2004-05).
Депутат Донецької міськради (1994–1998), Донецької облради (1998–2004).
Народний депутат України 7-го скликання з 12.12.2012 по 27.11.2014 від Партії регіонів, № 73 в списку. На час виборів: нар. деп. України, член ПР. 
Обирався чоловік вчетверте внаслідок  проведених під час волевиявлення на парламентських виборах 2012 року фальсифікацій. Одним із таких порушень було спроба вкиду бюджетної членом комісії виборчої ділянки у Красногорівці, який виявився заступником тодішнього  міського голови.
Як заявляла секретар виборчої комісії Ірина Тохмачі: 
|  | Були відірвані корішки 20 шт, 10 – за Партію Регіонів, 10 – за кандидата Васильєва. Так же знайдені списки, де є ці 10 людей, які ніде не числяться. |

Народний депутат України 6-го скликання з 11.2007 по 12.12.2012 від Партії регіонів, № 73 в списку. На час виборів: нар. деп. України, член ПР.
Народний депутат України 5-го скликання 04.2006-11.07 від Партії регіонів, № 75 в списку. На час виборів: нар. деп. України, член ПР. Член Комітету з питань фінансів і банківської діяльності (з 07.2006), член фракції Партії регіонів (з 05.2006).
Народний депутат України 4-го скликання 03.2004-04.05, виборчий округ№ 61, Донец. обл., самовисування. За 78,68%, 23 суперн. На час виборів: голова Держ. податкової адмін. в Донец. обл., б/п. Член фракції «Регіони України» (03.2004-09.05), член фракції Партії регіонів «Регіони України» (з 09.2005).
Заслужений економіст України. Знак «Почесний працівник державного контрольно-ревізійного управління України».